# Mattias Edvardsson
Mattias Edvardsson, född 18 december 1977, är en svensk författare och gymnasielärare. 
Mattias Edvardsson har i flera år arbetat som gymnasielärare i psykologi och svenska och debuterade 2012 med boken Dit drömmar färdas för att dö och har sedan dess publicerat ytterligare sju böcker. Han slog igenom internationellt med En helt vanlig familj 2018, översatt till över 30 språk. Den har sålts i över 550 000 exemplar.